# 小林米三
小林 米三（こばやし よねぞう、1909年8月18日 - 1969年2月10日）は、京阪神急行電鉄元社長、宝塚歌劇団元理事長。プロ野球球団阪急ブレーブスのオーナーでもあった。

## 来歴・人物
阪急電鉄や宝塚歌劇団の創業者である小林一三の三男として生まれた。
京都帝国大学経済学部卒業後、1932年に阪神急行電鉄に入社。
1946年に取締役、1951年に専務取締役、1959年に代表取締役社長に就任。
専務時代の1956年に発生した庄内事件では、事件現場となった宝塚線庄内駅に自ら出向き、事態を収拾するため騒ぎを起こした群衆を説得した。
1968年5月から1969年1月まで宝塚歌劇団理事長を務め、2014年には『宝塚歌劇の殿堂』最初の100人のひとりとして殿堂表彰される。
1957年から1969年1月まで関西テレビ放送の初代社長を務め、北大阪急行電鉄の初代会長にも就任。阪急梅田駅の東海道本線北側への移設にも着手するが、完成を見ることなく1969年2月に社長在任のまま死去した。

## 家族
長兄・富佐雄は東宝社長を務めていたが、父の後を追うように死去。次兄・辰郎は松岡家の養子となり、辰郎の娘・喜美（小林公平阪急電鉄社長の妻）を養女とした。妻の父は伊東二郎丸。